# Dongmoa
Dongmoa – rodzaj kosarzy z podrzędu Laniatores i rodziny Podoctidae. Gatunkiem typowym jest Dongmoa silvestrii.

## Występowanie
Przedstawiciele rodzaju występują w Azji Południowo-Wschodniej.

## Systematyka
Opisano dotąd tylko 2 gatunki:
- Dongmoa silvestrii Roewer, 1927
- Dongmoa oshimensis Suzuki, 1964